# Schlagdstraße 16 (Wanfried)

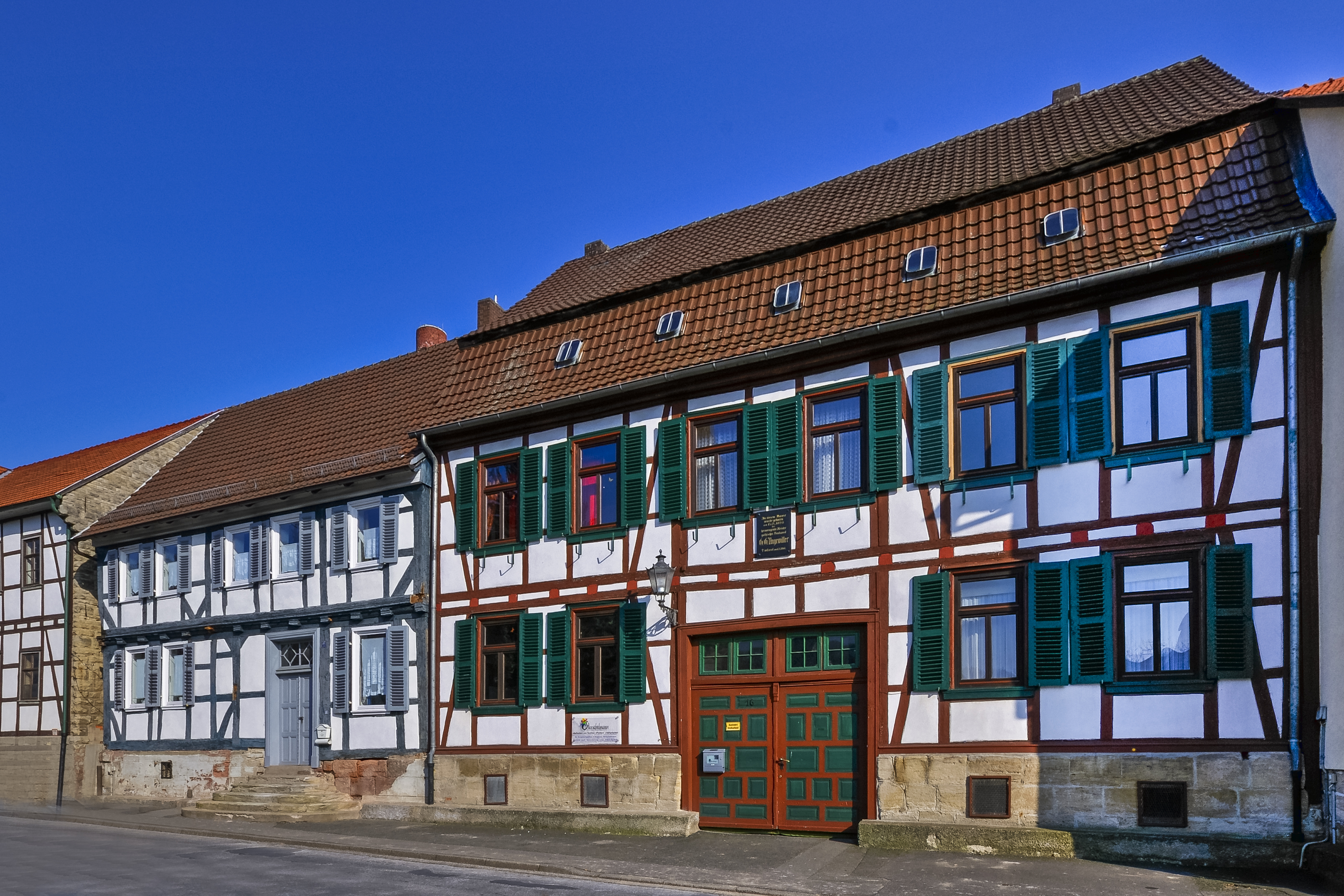
Die Schlagdstraße 16 (rechts) in Wanfried.

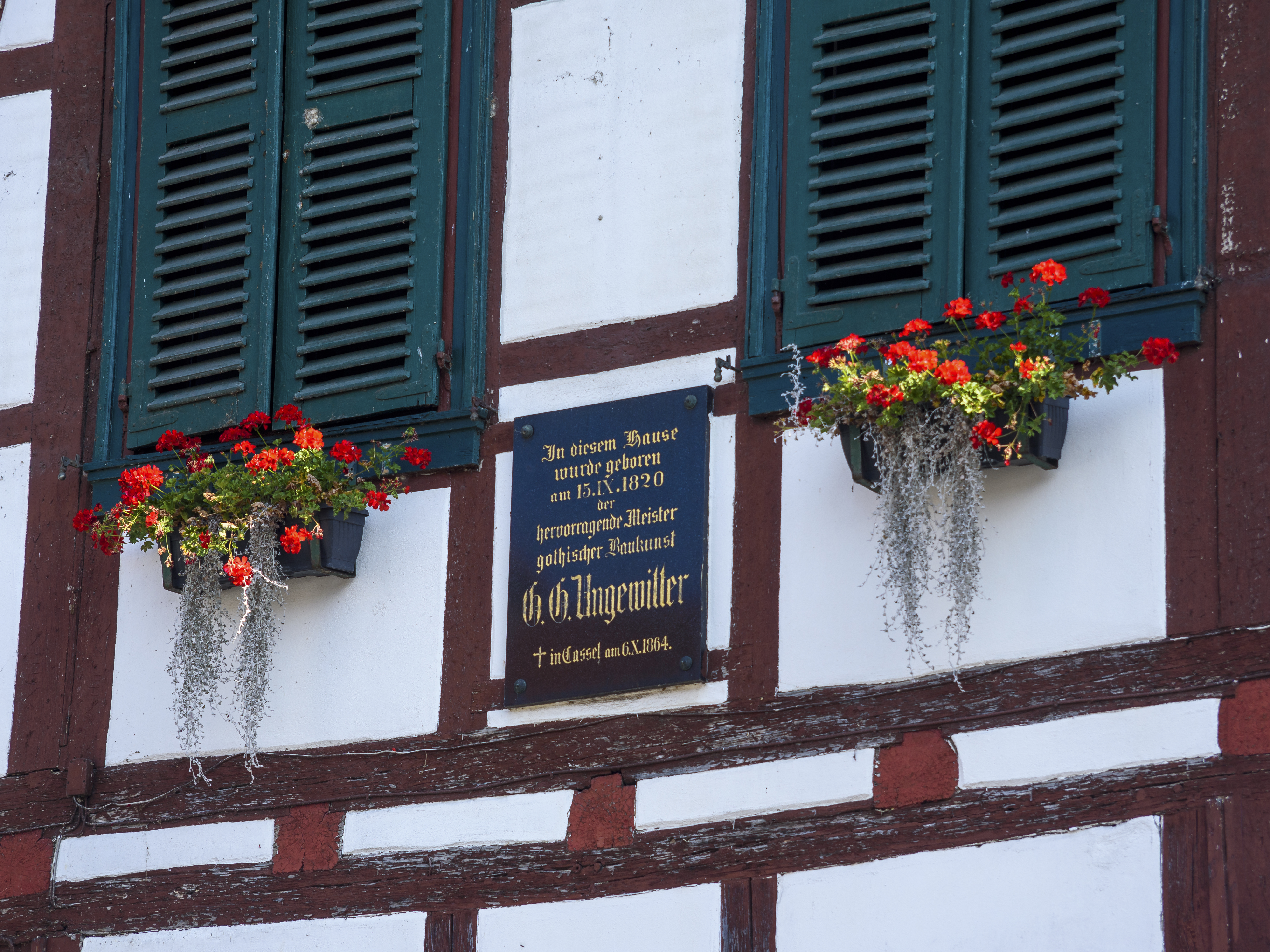
Gedenktafel für Georg Gottlob Ungewitter.

Das Haus Schlagdstraße 16 ist ein geschütztes Kulturdenkmal in Wanfried im nordhessischen Werra-Meißner-Kreis, das aus städtebaulichen und ortsgeschichtlichen Gründen erhaltenswert ist. Es befindet sich unweit des an der Werra gelegenen historischen Wanfrieder Hafens „Schlagd“. 
Das Gebäude hat einen massiven Sandsteinsockel, auf der eine Fachwerkkonstruktion errichtet wurde, die sich über zwei Geschosse erstreckt. Die Fachwerkkonstruktion kann auf die Mitte des 19. Jahrhunderts datiert werden. Das Dach ist als Mansarddach ausgeführt.
Die Schlagdstraße 16 ist das Geburtshaus des Architekten und Baumeisters Georg Gottlob Ungewitter. An der Fassade des Hauses befindet sich eine Gedenktafel, die mit einer Inschrift hierauf hinweist:

„In diesem Hause
wurde geboren
am 15.IX.1820
der
hervorragende Meister
gothischer Baukunst
G.G. Ungewitter
† in Cassel am 6.X.1864.“

Das Straßen- und Häuserverzeichnis der Chronik der Stadt Wanfried aus dem Jahr 1908 weist für die Schlagdstraße 16/18 im Jahr 1908 die „Gg. Ungewitter Erben“ und für das Jahr 1743 „I. A. Schabacker“ aus.